# روزدگی قیر
روزدگی قیر (قیرزدگی) یکی از خرابی‌های رایج روسازی‌های آسفالتی است. این نوع خرابی ممکن است با نام‌های دیگر چون خونریزی (به انگلیسی: Bleeing) یا گُرگرفتگی (به انگلیسی: Flushing) هم شناخته شود. روزدگی قیر همان لایه نازک براق و سیاه سطح جاده است که در اثر حرکت قیر رو به بالا ایجاد می شود. علل عمده این خرابی، استفاده بیش از حد از قیر در بتن آسفالتی، هوای گرم، درصد کم هوا در بتن آسفالتی و کیفیت کم آسفالت است. روزدگی قیر می‌تواند یک خطر باالقوه ایمنی باشد، زیرا باعث ایجاد سطح بیش از حد صاف و صیقلی می‌شود. برخی شاخص‌های عملکرد روسازی از جمله شاخص زبری بین‌المللی نمی‌تواند وجود قیرزدگی را تشخیص دهند، زیرا این نوع خرابی باعث افزایش ناهمواری سطح نمی‌شود، اما سایر شاخص‌های عملکردی مانند شاخص شرایط روسازی این عامل را در نظر می‌گیرند.